# Synlestes
Synlestes – rodzaj ważek z rodziny Synlestidae.

## Podział systematyczny
Do rodzaju należą następujące gatunki:
- Synlestes selysi Tillyard, 1917
- Synlestes tropicus Tillyard, 1917
- Synlestes weyersii Selys, 1868